# Cecilie Dyrberg
Anne Cecilie "Cille" Dyrberg, (født 16. august 1988 i Skive) er en dansk sangerinde, musiker, sangskriver og producer. Hun er tidligere støttevokal og synthesizer- og guitarspiller i Dúné i perioden 2000-2010. Derudover har hun medvirket i et utal af andre projekter som alt fra sangskriver, live-musiker eller producer. 

## Karriere

### Dúné
Cecilie Dyrberg voksede op med drengene fra Dúné i Skive og spillede med dem, fra hun gik i folkeskole. Efter udgivelsen af Dúnés første album We Are In There You Are Out Here tog karrieren for alvor fart, og gruppen blev prisbelønnet med awards og turné rundt i hele verden. Dyrberg boede i Berlin sammen med de resterende bandmedlemmer fra Dúné, men hun stammer oprindeligt fra den midtjyske by Skive. Desuden medvirker Dyrberg i filmen Stages sammen med resten af bandet, hvortil hun også har komponeret en del af soundtracket.
Den 9. november 2010 blev det offentliggjort på bandets Facebook- og Twitter-profiler, samt via en blog, at Cille Dyrberg ikke længere var en del af bandet. Hun havde levet hele sit liv i og omkring denne gruppe og ville nu opleve noget andet, men dog også satse på musikken i fremtiden. 
Siden har Cecilie Dyrberg udgivet flere singler under soloprojektet Ceee og duo-projektet EASE med Mathilde Falch.

## Biografi
Hendes fødenavn er Anne Cecilie Dyrberg, men er næsten altid blevet kaldt Cille. Hun startede som barn med at spille violin, men skiftede hurtigt violinen ud til fordel for hvad hun dengang så som 'sjovere' instrumenter. Hun gik et år på Mellerup Musikefterskole i nærheden af Randers i 2004-2005. Hun var en stor del af bandet Dúné indtil november 2010 og en stor del af bandets udtryk udadtil.